# 4872 Grieg
4872 Grieg este un asteroid din centura principală, descoperit pe 25 decembrie 1989 de Freimut Börngen.